# Yakov Gandziouk
Yakiv Gandziouk (en ukrainien : Я́ків Григо́рович Гандзю́к) est un militaire ukrainien né à Kherson le 21 mars 1873 et mort en 29 janvier 1918 du calendrier grégorien à Kiev. Il fut l'un des généraux importants de l'Armée et le de la République populaire ukrainienne.

## Biographie
Il a participé à la guerre russo-japonaise, Première Guerre mondiale et la guerre civile russe.
Il commençait sa carrière militaire comme soldat, en 1891, au 47e régiment d'infanterie ukrainien, en 1893 il entrait à l'École des cadets d'Odessa et retournait en 1895 au 61e régiment d'infanterie. En 1904, il est muté à l'est au 6e régiment Sibérien. C'est à la tête d'une compagnie du 12e régiment de Velikoloutsky qu'il combat les Japonais, le 19 décembre 1904, puis sur les rives de la Hun (rivière). Il participe à la Bataille de Mukden en février 1905 puis à la retraite vers Tieling, il est alors nommé capitaine. Le 4 juin 1911, il devint noble de façon héréditaire par acte sénatorial.
C'est avec le 147e régiment de Samara qu'il entrait dans la Première Guerre mondiale, blessé en octobre 1914, il devint colonel en janvier 1915.
Il devint général de division le 6 juin 1917 et commande la 104e division d'infanterie. Il commandait ensuite la première division ukrainienne qui faisait partie du 1er corps ukrainien commandé du général Pavlo Skoropadsky.

## Hommages
La 59e brigade motorisée ukrainienne porte son nom.